# レヴィ＝チヴィタ変換
レヴィ＝チヴィタ変換 (レヴィ＝チヴィタへんかん, Levi-Civita transformation) とは、平面ケプラー問題の運動方程式の特異性を除去し正則化する変換のこと。トゥーリオ・レヴィ＝チヴィタがその理論を発展させた。三次元ケプラー問題の正則化はこれを拡張したクスターンヘイモ・シュティーフェル変換によって実現される。

## 定義
2次元ケプラー問題のハミルトニアンは、{\displaystyle \mathbf {p} =(p_{1},p_{2})} を運動量、{\displaystyle \mathbf {q} =(q_{1},q_{2})} を座標とするとき
{\displaystyle H(\mathbf {p} ,\mathbf {q} )={\frac {1}{2}}(p_{1}^{2}+p_{2}^{2})-{\frac {\mu }{\sqrt {q_{1}^{2}+q_{2}^{2}}}}}
により与えられる。対応する運動方程式は
{\displaystyle {\frac {dq_{j}}{dt}}=p_{j},\ \ {\frac {dp_{j}}{dt}}=-{\frac {\mu q_{j}}{(q_{1}^{2}+q_{2}^{2})^{3/2}}},\ \ (j=1,2)}
である。この方程式は重力源からの距離 {\displaystyle r={\sqrt {q_{1}^{2}+q_{2}^{2}}}} がゼロの極限で発散する特異性がある。Levi-Civita変換はこの特異性を除去するような変数変換である。

### ステップ1: 正準変換
この系に次の母関数 {\displaystyle W(\mathbf {p} ,\mathbf {Q} )} によって生成される正準変換 {\displaystyle (\mathbf {p} ,\mathbf {q} )\mapsto (\mathbf {P} ,\mathbf {Q} )} を施す。
{\displaystyle W(\mathbf {p} ,\mathbf {Q} )=p_{1}(Q_{1}^{2}+Q_{2}^{2})+2p_{2}Q_{1}Q_{2}}
この正準変換は具体的に次のように表示できる。
{\displaystyle {\begin{pmatrix}q_{1}\\q_{2}\end{pmatrix}}={\begin{pmatrix}Q_{1}&-Q_{2}\\Q_{2}&Q_{1}\end{pmatrix}}{\begin{pmatrix}Q_{1}\\Q_{2}\end{pmatrix}},\ \ {\begin{pmatrix}p_{1}\\p_{2}\end{pmatrix}}={\frac {1}{4(Q_{1}^{2}+Q_{2}^{2})}}{\begin{pmatrix}2Q_{1}&-2Q_{2}\\2Q_{2}&2Q_{1}\end{pmatrix}}{\begin{pmatrix}P_{1}\\P_{2}\end{pmatrix}},\ \ }
次節でこの変換の詳細な性質について見るが、ここでは {\displaystyle {\sqrt {q_{1}^{2}+q_{2}^{2}}}=Q_{1}^{2}+Q_{2}^{2}} が成立することを指摘しておく。さて、{\displaystyle D:=4(Q_{1}^{2}+Q_{2}^{2})} とおくとき、変換後のハミルトニアン {\displaystyle {\tilde {H}}(\mathbf {P} ,\mathbf {Q} )=H(\mathbf {p} (\mathbf {P} ,\mathbf {Q} ),\mathbf {q} (\mathbf {P} ,\mathbf {Q} ))} は
{\displaystyle {\tilde {H}}(\mathbf {P} ,\mathbf {Q} )={\frac {1}{2D}}(P_{1}^{2}+P_{2}^{2})-{\frac {\mu }{Q_{1}^{2}+Q_{2}^{2}}}}
であり、運動方程式は
{\displaystyle {\frac {dQ_{j}}{dt}}={\frac {P_{j}}{D}},\ \ {\frac {dP_{j}}{dt}}={\frac {4}{D^{2}}}(P_{1}^{2}+P_{2}^{2}-8\mu )Q_{j}}
となる。この段階ではまだ {\displaystyle r\to 0} での特異性が残っている。

### ステップ2: 時間変数の変換
Levi-Civita変換では物理的な時間 {\displaystyle t} の代わりにfictitious time {\displaystyle s} を独立変数として扱う。その定義は
{\displaystyle dt=D(Q_{1},Q_{2})ds}
である。この変換を行うと、上の正準方程式は
{\displaystyle {\frac {dQ_{j}}{ds}}=P_{j},\ \ {\frac {dP_{j}}{ds}}=8{\tilde {H}}(\mathbf {P} ,\mathbf {Q} )Q_{j},\ \ {\frac {dt}{ds}}=D}
という方程式系へと変換される。これは極限 {\displaystyle r=Q_{1}^{2}+Q_{2}^{2}\to 0} での特異性を持たない。さらに {\displaystyle {\tilde {H}}} が保存量であることから、それが負の値を取る束縛軌道に関しては、これは角振動数 {\displaystyle \omega ={\sqrt {-8{\tilde {H}}}}} の調和振動子の方程式に等しい。
なお、この運動方程式は形式的に {\displaystyle (\mathbf {P} ,\mathbf {Q} ;T,t)} を正準変数とするハミルトニアン
{\displaystyle \Gamma ={\frac {1}{2}}(P_{1}^{2}+P_{2}^{2})+4T(Q_{1}^{2}+Q_{2}^{2})-4\mu }
に対応する正準方程式に ({\displaystyle T} はもとのハミルトニアン {\displaystyle {\tilde {H}}} の符号を反転させたものと解釈するとき) 一致する。

## 変換の性質

### 座標変数Qj{\displaystyle Q_{j}}
Levi-Civita変換による座標の変換 {\displaystyle (q_{1},q_{2})\mapsto (Q_{1},Q_{2})} について、その定義は
{\displaystyle {\begin{cases}q_{1}&=Q_{1}^{2}-Q_{2}^{2}\\q_{2}&=2Q_{1}Q_{2}\end{cases}}}
であった。あるいは、行列表記ではこの変換は次のように書ける。
{\displaystyle {\begin{pmatrix}q_{1}\\q_{2}\end{pmatrix}}={\begin{pmatrix}Q_{1}&-Q_{2}\\Q_{2}&Q_{1}\end{pmatrix}}{\begin{pmatrix}Q_{1}\\Q_{2}\end{pmatrix}}}
この変換は、虚数単位 {\displaystyle i} を導入すると、次の簡単な等式に書き直すことができる。
{\displaystyle q_{1}+iq_{2}=(Q_{1}+iQ_{2})^{2}}
このことは、もとの空間で座標原点 ({\displaystyle r=0}) まわりに一周する ({\displaystyle \theta =0} から {\displaystyle \theta =2\pi } まで変化する) とき、それはLevi-Civita変数の空間を半周すること ({\displaystyle \psi =0\rightarrow \pi }) を意味する。従ってひとつの {\displaystyle (q_{1},q_{2})}-平面の点は {\displaystyle (Q_{1},Q_{2})}-平面のふたつの点（原点に関して対称な二点）に対応することになる。

### fictitious times{\displaystyle s}
fictitious time {\displaystyle s} は、離心近点角 {\displaystyle E} と {\displaystyle E=2\omega s} という関係にある。

## 応用

### ピタゴラス三体問題
三体問題の特別な初期条件のもとでの系の進化を問うピタゴラス三体問題は、系が最終状態に落ち着くまでに二体の近接散乱が繰り返される。SzebehelyとPetersが1967年にこの問題の数値シミュレーションを行った際には、計算精度が落ちるのを防ぐため、また計算時間を削減するために、近接散乱が発生する度にLevi-Civita変換を適用し、信頼できる解を得た。